# Хакея блестящая
Хакея блестящая (лат. Hakea nitida) — кустарник, вид рода Хакея (Hakea) семейства Протейные (Proteaceae). Эндемик южных районов округов Уитбелт, Большой Южный и Голдфилдс-Эсперанс в Западной Австралии. Цветёт с июля по сентябрь.

## Ботаническое описание
Hakea nitida — вертикальный кустарник высотой от 1 до 3 м. Цветёт с июля по сентябрь и даёт бело-кремовые и жёлтые цветы. Растение имеет голые веточки, которые не являются сизыми. Плоские жёсткие листья субпетиолатные от узкоэллиптической до яйцевидной формы. Листья имеют длину от 1,5 до 9 см и ширину от 10 до 30 мм и узкую клиновидность. Соцветия — пазушные или терминальные на коротких побегах, состоят из 16—36 цветков. Образуют косо-яйцевидные плоды длиной от 2,5 до 3,5 см и шириной от 1,5 до 2,5 см. Плоды с чёрными пустулами, с рогами длиной около 6 мм. Семена узко яйцевидные, с крыльями, широкими по одной стороне семенного тела и узкими по другой. Стручки семян напоминают бородавчатых жаб или лягушек, дающих растению необычное общее название — «лягушачья хакея».

## Таксономия
Вид Hakea nitida был впервые официально описан шотландским ботаником Робертом Броуном в 1810 году в Transactions of the Linnean Society of London. Видовой эпитет — от латинского слова nitidus, означающих «яркий», «сияющий» или «элегантный», относящееся к глянцевым листьям хакеи.

## Распространение и местообитание
H. nitida растёт в южной части Западной Австралии от Басселтона до Евклы на супесчаных глинах, глине и гравии в эвкалиптовых или пустынных зарослях. Декоративный кустарник, который предоставляет местообитания для дикой природы.

## Охранный статус
Вид Hakea nitida классифицируется как «не угрожаемый» Департаментом парков и дикой природы правительства Западной Австралии.

## Галерея

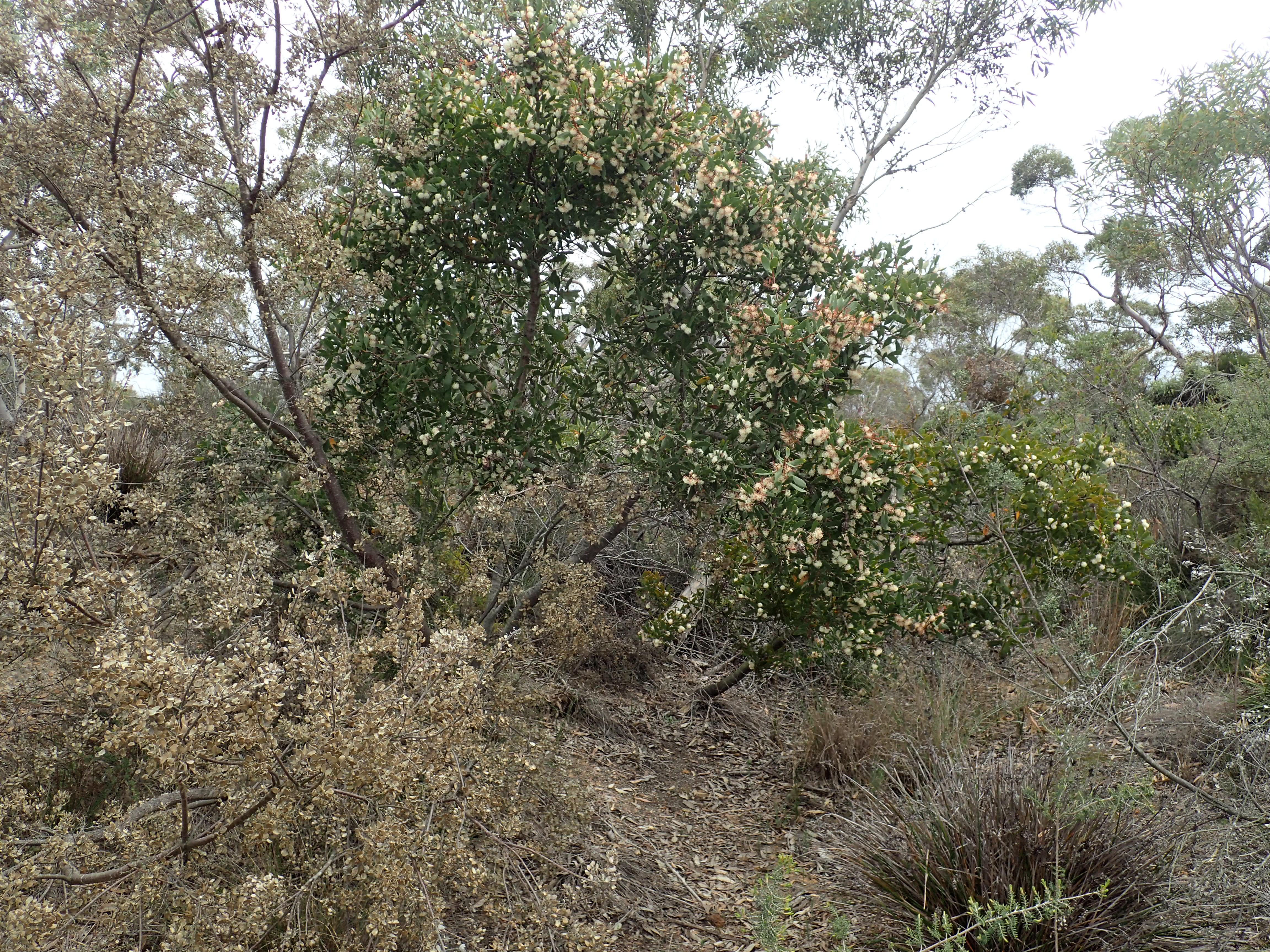
Общий вид H. nitida
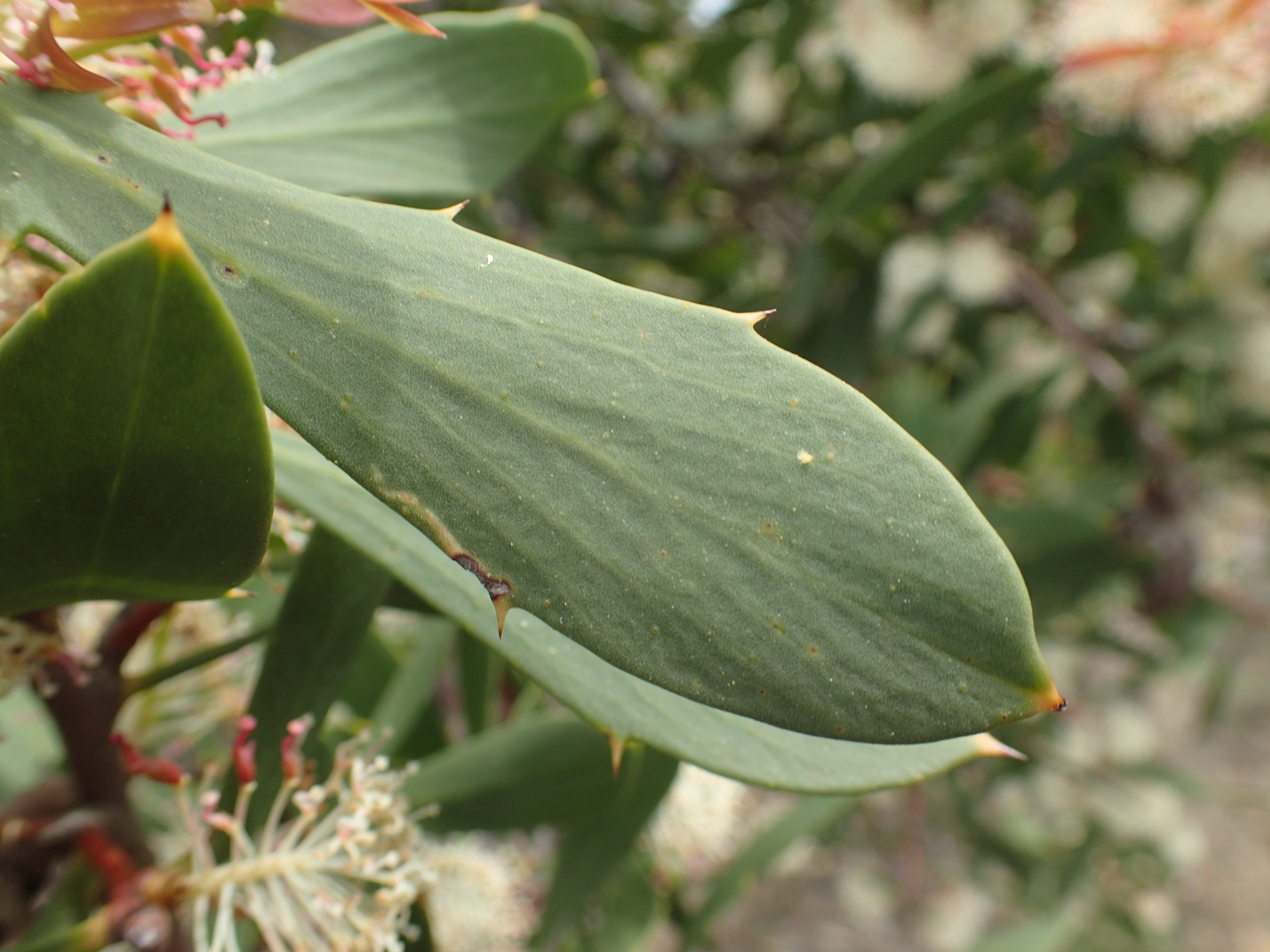
Листья
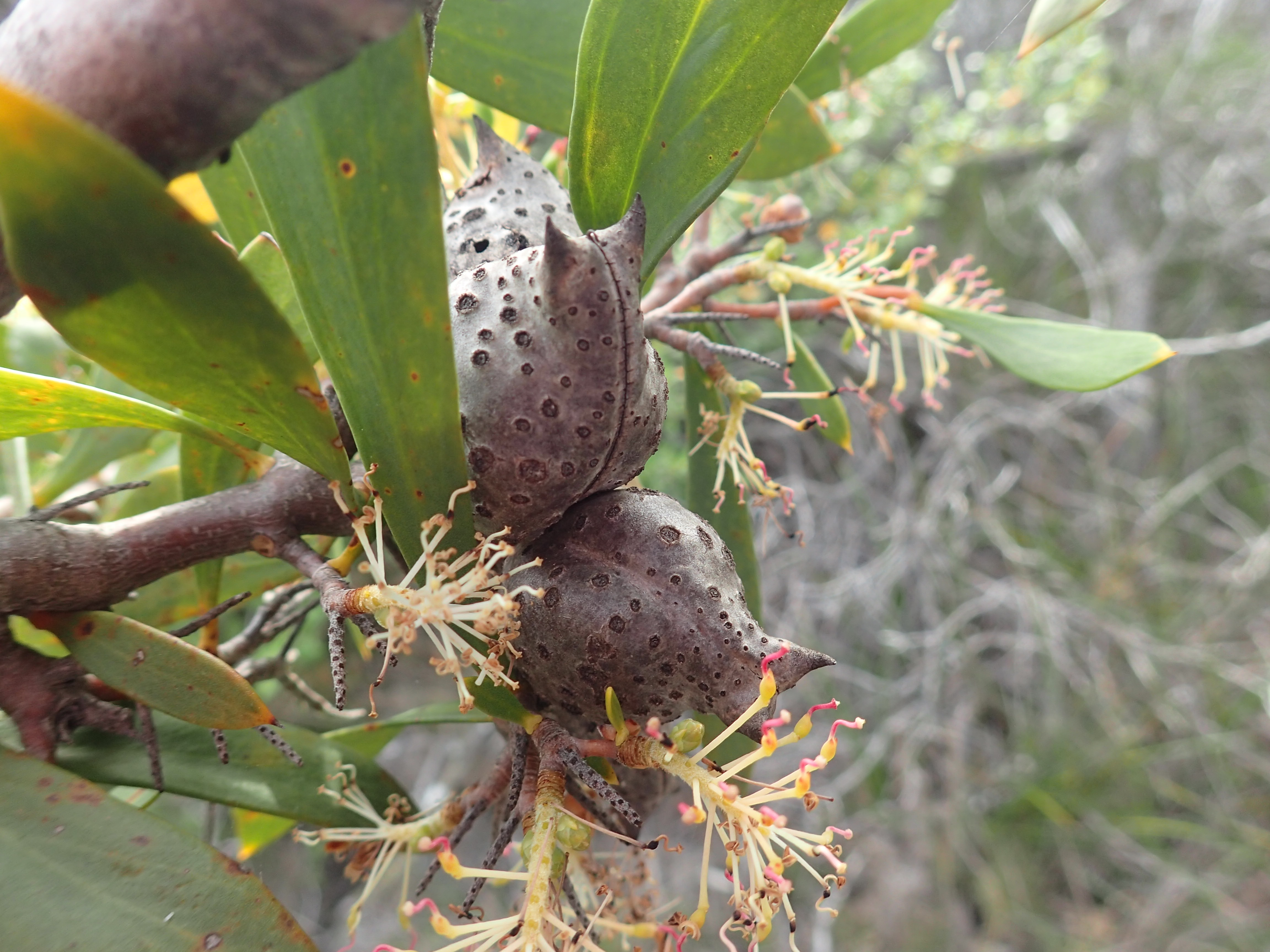
Плоды